# 430

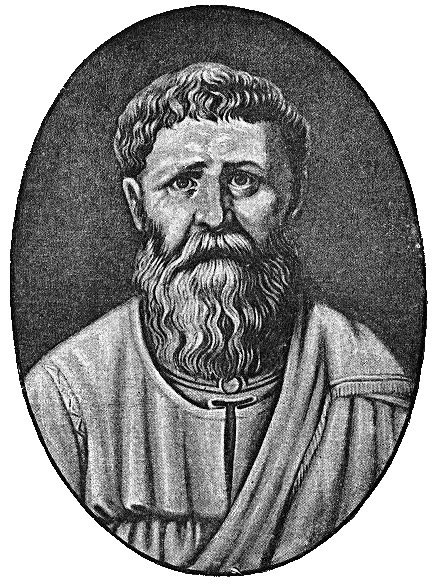
Augustinus van Hippo

Het jaar 430 is het 30e jaar in de 5e eeuw volgens de christelijke jaartelling.

## Gebeurtenissen

### Europa
- Slag bij Arles: Een opstandige groep Goten wordt verslagen Aëtius niet ver van Arles. Hun leider Anaulph wordt gevangengenomen.
- april - Aëtius verslaat de Juthungen tijdens een veldtocht in de Alpen.
- mei - Flavius Felix wordt samen met zijn vrouw en een diaken, beschuldigd van een complot tegen Aëtius. Ze worden in Ravenna gearresteerd en in het openbaar geëxecuteerd.

### Afrika
- Juni - De Vandalen onder leiding van koning Geiserik belegeren de havenstad Hippo Regius. Bisschop Augustinus moedigt de bewoners aan zich te verzetten tegen de Vandaalse dreiging.
- 28 augustus - Augustinus overlijdt tijdens de belegering van Hippo. Uit vrees voor de Vandalen wordt zijn lichaam in het geheim overgebracht naar Sardinië en later naar Pavia (Noord-Italië).
- De Vandalen veroveren Constantine.

### India
- De Alchon Hunnen (Witte Hunnen) onder leiding van koning Khingila vallen het Gupta Rijk (huidige India) binnen. Hij voert in het noordwesten een plunderveldtocht en sticht er zijn koninkrijk.

## Religie
- Patricius wordt als missionaris naar Ierland gezonden om er het christendom te verkondigen (waarschijnlijke datum).

## Geboren
- Anastasius I, keizer van het Byzantijnse Rijk (overleden 518)
- Julius Nepos, keizer van het West-Romeinse Rijk (overleden 480)
- Victor Vitensis, kerkhistoricus en kroniekschrijver (waarschijnlijke datum)

## Overleden
- 28 augustus - Augustinus van Hippo (75), theoloog en kerkvader
- Aurelius van Carthago, bisschop
- Flavius Felix, Romeins consul
- Nilus de Oude, bisschop (waarschijnlijke datum)